# Tadeusz Gołąb (malarz)
Tadeusz Gołąb (ur. 28 września 1937 w Radomsku, zm. 17 stycznia 2016 w Stargardzie) – polski artysta malarz.

## Życiorys
W 1964 roku ukończył studia artystyczne na Wydziale Malarstwa w Państwowej Szkole Sztuk Plastycznych w Gdańsku w pracowni prof. Stanisława Teisseyre i Jacka Żuławskiego. 
Uprawiał malarstwo sztalugowe i ścienne oraz grafikę. Na przestrzeni 40 lat pracy twórczej zrealizował wiele wystaw indywidualnych, a także zbiorowych w kraju i za granicą. 
Wykonywał projekty i realizacje z dziedziny metaloplastyki, architektury wnętrz, reklamy, grafiki, malarstwa ściennego, sztuki użytkowej i sztuki sakralnej. Był współautorem (z artystą Ryszardem Manną) zewnętrznego sgraffito Domu Kultury Kolejarza. 
W 1994 roku został laureatem nagrody Prezydenta Miasta za całokształt pracy i upowszechnianie kultury. 
Był członkiem Związku Polskich Artystów Plastyków. Należał do Stargardzkiego Stowarzyszenia Miłośników Sztuk Plastycznych „Brama”. 
22 lutego 2017 roku w Starostwie Powiatowym w Stargardzie miała miejsce wystawa pośmiertna pt. „Wspomnienie”.  

## Wystawy[8]
- 1966 – 1995 wystawy stargardzkiego środowiska plastycznego w muzeach i galeriach
- 1967 – wystawa środowiska gdańskiego – Gdańsk i Elbląg
- 1992 - 2000 – wystawy Grupy Brama
- 1994 – Salon Jesienny – Szczecin
- 1995 – wystawa jubileuszowa z okazji 30-lecia pracy artystycznej „Malarstwo”
- 1998 – Salon – Szczecin, Zamek Książąt Pomorskich
- 1998 – wystawa – Sympozjum – Dialog 3